# Guérisseur blessé
La notion de « guérisseur blessé » a été développé principalement par Carl Gustav Jung. Pour Jung, le grand défi de l'analyste est d'assumer sa responsabilité professionnelle tout en étant simultanément en contact avec sa totalité psychique. Dans un écrit de 1931, « Problèmes de la psychothérapie moderne » (La Guérison psychologique, 1953, p. 29-59), il est ainsi le premier à avoir insisté pour que l'analyste soit analysé et supervisé. Le fait que l'analyste soit lui-même en analyse lui permet de reconnaître en lui une dimension de guérisseur blessé. Jung a associé cette personne qui exerce ce métier à Chiron, le centaure qui dans la mythologie grecque avait une immense capacité à soigner, ayant enseigné l’art de guérir à Esculape, dieu de la médecine, et souffrant lui-même d'une blessure incurable. Cette figure archétypique renvoie l'analyste à la nécessité de reconnaître et de prendre un soin constant de ses propres blessures pour qu'il puisse développer ses capacités de guérison.

« le médecin figure autant que le malade “dans l'analyse”. Tout autant que lui il est un élément constitutif du processus psychique appelé traitement, et par suite aussi exposé que lui aux influences transformatrices. [...] le médecin doit se métamorphoser afin d'être capable de métamorphoser son malade »

— Jung, 1953, p. 54-56
La discussion de la notion de « guérisseur blessé » est à placer dans le cadre du développement de la sensibilité de chacun aux sensibilités d'autrui ; elle en forme pour ainsi dire une crête, relativement aux blessures psychologiques. En tant qu'agent éthique, je causerai d'autant moins de souffrances inutiles que je saurai (et donc que j'aurai moi-même perçu) ce qui peut blesser autrui.

## Généalogie jungienne
Chez Jung, la sensibilité de l'enfant aux sensibilités des membres de sa famille trace la forme d'une figure archétypale qu'il nomme « guérisseur blessé ». En un sens, c'est la trace de l'enfant que nous avons été, tel qu'il continue à vivre en nous, qui nous informe du mouvement spécifique du « blesser quelqu'un », c'est-à-dire : « entrer par effraction dans son intimité » (Kureishi, 1998, p. 8).
L'enfant a le désir inconscient de guérir la blessure particulière de la famille dans laquelle il est né, dans le but de gagner l'amour pour sa survie (celle de son identité profonde et de son essence personnelle) – ceci ayant provoqué une cassure douloureuse dans le courant de vie de sa personnalité primaire.
L'expression de « guérisseur blessé » recouvre l'idée qu'une des capacités essentielles du traitement de ce qui fait souffrir « le malade » par « le médecin » tient à ce que ce dernier aura pu,
- d'une part, identifier comme étant aussi sien le risque de tomber dans le piège de la désillusion de cet enfant grandiose qui pense qu'il est capable de guérir cette blessure,
- et de l'autre, introduire dans le rapport qu'il entretient avec « le malade » des éléments de reconnaissance par ce dernier de la vulnérabilité à des maux similaires au sien chez « le médecin », un élément de maîtrise en plus : la compréhension et la démystification du fantasme associé à cette poursuite de l'amour.

Plus profondément, « médecin » et « malade » sont deux figures qui coexistent chez le même individu souffrant :

« Si quelqu'un devient malade, c’est l'archétype médecin/malade qui se constelle. Le malade cherche un guérisseur extérieur, mais en même temps s'active un guérisseur intérieur... C'est le médecin dans le patient lui-même qui guérit, tout autant que le médecin qui intervient de l'extérieur. Le facteur de guérison, c'est le médecin en nous. Aucune blessure, aucune maladie ne peut guérir, si le guérisseur intérieur ne se met pas à agir... II faut que quelque chose dans le corps et dans l'âme coopère pour que la maladie et les traumatismes soient surmontés. »

— Guggenbühl-Craig, 1985, p. 118
Le « guérisseur blessé » désigne ainsi le potentiel guérisseur de chaque individu, une fois l'épreuve de la reconnaissance et de l'acceptation de cette blessure familiale – là réside la réelle guérison – assumée. Et c'est bien parce qu'il est blessé – qu'il garde un lien avec sa blessure – que le guérisseur est capable de ressentir et d'identifier (chez lui et, suivant le degré d'empathie, chez les autres) la répression des émotions capables de conduire à assumer cette désillusion. Se soigner, c'est conserver un lien avec sa blessure tout en l'empêchant de nuire.
À mettre ainsi l'accent sur la dimension active de ce qui nous advient, la prise en compte fondamentale de l'être comme capable d'éprouver de la douleur et du plaisir crédite le savoir de la souffrance du « guérisseur blessé » : celui des voies de passage de la douleur au plaisir, y compris inconscientes. Ainsi,

« nous avons un curieux moyen d'ajourner nos émotions. Il y a des gens qui ne peuvent rien faire de spécial sans le faire en deux sens. Ils ne peuvent se réprimer que par la répression d'autrui. Ce que nous faisons d'extérieur et aux autres est aussi ce que nous faisons intérieurement et à nous-mêmes. Si nous traitons les autres avec bienveillance, nous sommes bons envers nous-mêmes. Si nous dispensons le tourment, nous le subirons aussi et il nous poindra. Un tyran n'est au bout du compte qu'un homme qui cherche à se maîtriser par une mauvaise méthode. Pour être bon il faut faire du bien, pour devenir quoi que ce soit, il faut d'abord agir comme si on l'était devenu : le reste vient seul, car toute vie est d'abord mouvement et le reste suit. »

— Stephens, 2001, p. 69

## La question de la confiance
La posture du « guérisseur blessé » porte pleinement l'inévitable question de la confiance dans le rapport du médecin et du malade, quand une posture objectiviste voudrait esquiver « l'insuffisance de l'existence », au sens où l'entend Viktor von Weizsäcker, et que les « ratés » d'une vie apparaîtraient comme l'excédent sans reste du traitement thérapeutique (Weizsäcker, 2011, p. 284-289). Quand « la maladie » véhicule l'image d'une « perfection » dont on est séparé et la « santé mentale » celle d'une « perfectibilité » illimitée, Weizsäcker fait ainsi valoir que « le trait fondamental de la vie dite normale est qu'elle ne se déroule pas réellement sainement », qu'il s'agisse de la vie du corps ou de la vie sociale et politique en société (Weizsäcker, 2011, p. 13).

## Des «maladies sociales»
La fécondité heuristique de la notion de « guérisseur blessé » s'éprouve, au-delà du strict champ de l'intervention psychanalytique, dans d'autres approches thérapeutiques, comme la Thérapie Sociale. Sociale, cette thérapie l'est, précisément, en tant qu'elle soigne là où la vie sociale et politique impacte notre vie émotionnelle et affective, dans les blessures individuelles et collectives, terreaux de la peur et de la haine. Pour accompagner vers la santé et la guérison les personnes et les groupes, le thérapeute doit rester conscient de ses propres blessures, « ne plus esquiver ses propres difficultés » (Jung, 1953, p. 57). Aussi ne considère-t-on pas ici qu'il est indemne des maladies sociales, telles que synthétisées par l'inventeur de la Thérapie Sociale, Charles Rojzman : la dépression, la sociopathie et la victimisation. Ces dernières représentent « la manifestation dans la société de malaises collectifs dont sont responsables, à la fois, les pathologies des individus et celles des institutions » (Rojzman, 2009, p. 185).